# Pachydactylus robertsi
Pachydactylus robertsi — вид геконоподібних ящірок родини геконових (Gekkonidae). Ендемік Намібії. Вид названий на честь південноафриканського зоолога Остіна Робертса.

## Поширення і екологія
Pachydactylus robertsi мешкають в горах Великого Карасбергу на південному сході Намібії. Вони живуть в сухій кам'янистій гірській савані, в тріщинах всеред скель. Зустрічаються на висоті від 1400 до 1600 м над рівнем моря.